# Teso (Póvoa de Varzim)
Teso é um lugar da Póvoa de Varzim, na freguesia de Estela, que no censo de 2001 tinha 763 habitantes. É a maior localidade da freguesia.